# Xindu

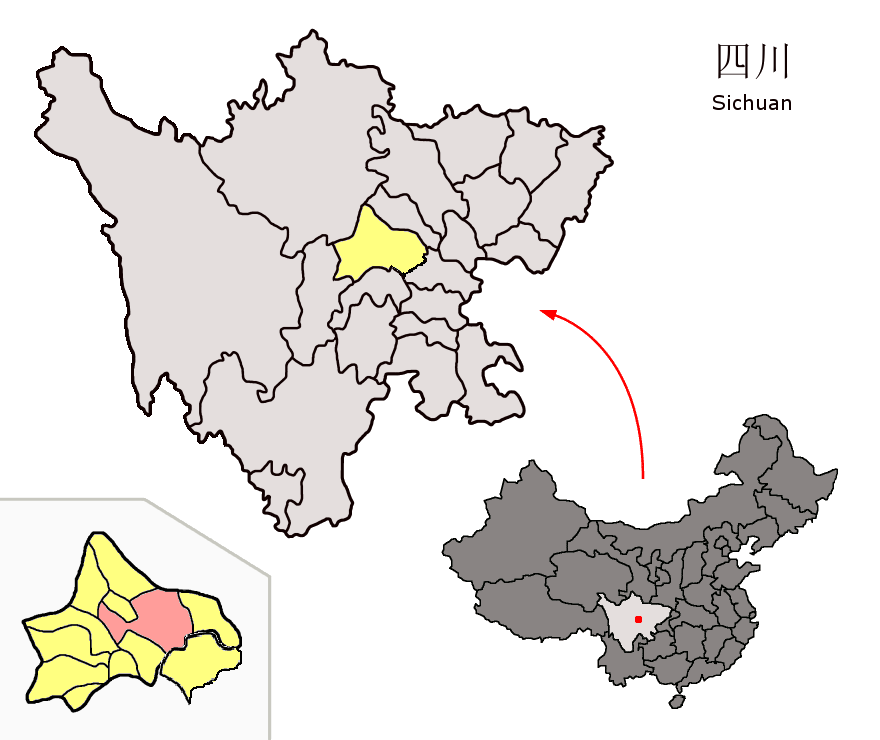
Lage des Gebiets der Stadtbezirke (rosa) auf dem Gebiet der Unterprovinzstadt Chengdu (gelb).

Der Stadtbezirk Xindu (chinesisch 新都区, Pinyin Xīndū Qū) ist ein Stadtbezirk in der chinesischen Provinz Sichuan. Er gehört zum Verwaltungsgebiet der Unterprovinzstadt Chengdu. Xindu hat eine Fläche von 499,3 km² und zählt 1.558.466 Einwohner (Stand: Zensus 2020).